# バーテンダー

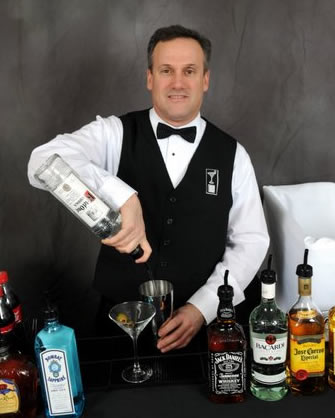
カクテルを調合するバーテンダー

バーテンダー（Bartender）は、バーやパブ等のカウンター席が設置された酒場で、カクテル・ビール・ワインなどのアルコール飲料を提供し、飲酒する客をもてなす人物を指す。
一方、酒場での飲酒文化がアメリカより古いヨーロッパではバーマン（Barman）の呼称が一般的で、その他、バーキーパー（Barkeeper）、バーキープ（Barkeep）などの呼称も用いられる。女性の場合はバーメイド（Barmaid）とも呼ばれる。
フレアバーテンディングを行うバーテンダーを、フレアバーテンダーと呼ぶ。

## 語源
一説には、1830年代のアメリカで生まれた、 bar （酒場）と tender （世話する人、相談役）の合成語が定着したともいわれている。

## 日本におけるバーテンダーと、｢バーテン｣という略称について
日本では、主にシェイカー等でカクテルの調合をする人物を指す場合が多い。
なお、多くの辞書にも載っている｢バーテン｣という略称について、これを｢バー｣と｢定職に就かずぶらぶらしている人｣を意味する｢フーテン｣とを組み合わせた差別的造語とする説が一部で流布している。しかし、古来｢精神異常(者)｣を意味した｢瘋癲(ふうてん)｣の語が｢フーテン｣としてそのような(｢定職に就かずぶらぶらしている人｣の)意味で使われるようになったのは、1967年(昭和42年)に現れた｢フーテン族｣、そして翌1968年(昭和43年)に始まったテレビドラマ『男はつらいよ』に由来するものであり、これに対して、｢バーテン｣の語はそこから30年以上遡る1930年(昭和5年)には、既に｢バーテンダーの略｣として使われていたことが典拠を以て明らかになっている。つまりこの｢バーテン＝バー＋フーテン｣説は明らかに後付けの俗説であって、根拠のない“都市伝説”の類と考えるのが妥当である。
ただし、そもそも誰かの職業名や肩書きを一方的に省略して呼ぶことは、それ自体蔑視や挑発のニュアンスを含んで行われることも多い。水商売が今よりもさらに低く見られ、居住の定まらない当事者も多かった昭和の時代までは、明らかに見下すニュアンスを含んで、時にはまさに｢フーテン｣に引っかけた形で、｢おいバーテン！｣などと呼びつける客も実際いたものと思われる。それゆえ、特に当時を知る年配のバーテンダーの中には｢バーテン｣と呼ばれるのを不快に思う人も少なくないといい、｢バー＋フーテン｣説が根拠なき俗説であるとしても、当事者に向かって、あるいは公の場において、すすんで使用すべき呼称でないのはその通りであろう。

### 資格
日本の法律では一般に飲食物を提供する場合には食品衛生責任者の管理下（または兼任）で業務を行う必要があり、バーテンダーも同様である。
日本バーテンダー協会（N.B.A.）では2種、日本ホテルバーメンズ協会（HBA）では5種、プロフェッショナル・バーテンダーズ機構（PBO）では1種の資格認定を行っている。

### 学校
日本には、技法ないし心得を座学や演習を通して習得させることで、バーテンダーを養成する学校がいくつか存在する。